# Ciclismo ai Giochi della XXVII Olimpiade - Corsa in linea maschile
La corsa in linea maschile dei Giochi della XXVIII Olimpiade fu corsa il 27 settembre 2000 a Sydney, in Australia, su un percorso di 239,4 km. La medaglia d'oro fu vinta dal tedesco Jan Ullrich, che terminò la gara in 5h29'084"; l'argento e il bronzo andarono rispettivamente al kazako Aleksandr Vinokurov e all'altro tedesco Andreas Klöden.
Alla gara presero parte 154 atleti, 92 dei quali giunsero al traguardo.

## Ordine d'arrivo
| Pos.    | Ciclista                       | Nazionalità   | Tempo    |
| ------- | ------------------------------ | ------------- | -------- |
| Oro     | Jan Ullrich                    | Germania      | 5h29'08" |
| Argento | Aleksandr Vinokurov            | Kazakistan    | a 9"     |
| Bronzo  | Andreas Klöden                 | Germania      | a 12"    |
| 4       | Michele Bartoli                | Italia        | a 1'26"  |
| 5       | Laurent Jalabert               | Francia       | s.t.     |
| 6       | Frank Høj                      | Danimarca     | s.t.     |
| 7       | Piotr Wadecki                  | Polonia       | s.t.     |
| 8       | George Hincapie                | Stati Uniti   | s.t.     |
| 9       | Paolo Bettini                  | Italia        | s.t.     |
| 10      | Dmitrij Konyšev                | Russia        | s.t.     |
| 11      | Danilo Di Luca                 | Italia        | a 1'29"  |
| 12      | Axel Merckx                    | Belgio        | s.t.     |
| DSQ     | Lance Armstrong                | Stati Uniti   | s.t.     |
| 14      | Erik Zabel                     | Germania      | a 1'38"  |
| 15      | Max van Heeswijk               | Paesi Bassi   | s.t.     |
| 16      | Gordon Fraser                  | Canada        | s.t.     |
| 17      | Óscar Freire                   | Spagna        | s.t.     |
| 18      | Jaan Kirsipuu                  | Estonia       | s.t.     |
| 19      | Robbie McEwen                  | Australia     | s.t.     |
| 20      | Zbigniew Spruch                | Polonia       | s.t.     |
| 21      | Markus Zberg                   | Svizzera      | s.t.     |
| 22      | Arvis Piziks                   | Lettonia      | s.t.     |
| 23      | Peter Wrolich                  | Austria       | s.t.     |
| 24      | Rolf Aldag                     | Germania      | s.t.     |
| 25      | Léon van Bon                   | Paesi Bassi   | s.t.     |
| 26      | Andrej Hauptman                | Slovenia      | s.t.     |
| 27      | Volodymyr Duma                 | Ucraina       | s.t.     |
| 28      | Glenn Magnusson                | Svezia        | s.t.     |
| 29      | Pavel Tonkov                   | Russia        | s.t.     |
| 30      | Henk Vogels                    | Australia     | s.t.     |
| 31      | Ruber Marín                    | Colombia      | s.t.     |
| 32      | Uroš Murn                      | Slovenia      | s.t.     |
| 33      | Nico Mattan                    | Belgio        | s.t.     |
| 34      | Fred Rodriguez                 | Stati Uniti   | s.t.     |
| 35      | Maximilian Sciandri            | Gran Bretagna | s.t.     |
| 36      | Sergej Ivanov                  | Russia        | s.t.     |
| 37      | Oscar Camenzind                | Svizzera      | s.t.     |
| 38      | John Tanner                    | Gran Bretagna | s.t.     |
| 39      | Serhij Ušakov                  | Ucraina       | s.t.     |
| 40      | Nicki Sørensen                 | Danimarca     | s.t.     |
| 41      | Gerrit Glomser                 | Austria       | s.t.     |
| 42      | Oleksandr Fedenko              | Ucraina       | s.t.     |
| 43      | David McCann                   | Irlanda       | s.t.     |
| 44      | Raimondas Rumšas               | Lituania      | s.t.     |
| 45      | Laurent Brochard               | Francia       | s.t.     |
| 46      | Andrej Teterjuk                | Kazakistan    | s.t.     |
| 47      | Chris Jenner                   | Nuova Zelanda | s.t.     |
| 48      | Zbigniew Piątek                | Polonia       | s.t.     |
| 49      | Tyler Hamilton                 | Stati Uniti   | s.t.     |
| 50      | Omar Pumar                     | Venezuela     | s.t.     |
| 51      | Matthias Buxhofer              | Austria       | s.t.     |
| 52      | Antonio Cruz                   | Stati Uniti   | s.t.     |
| 53      | Aleksandr Šefer                | Kazakistan    | s.t.     |
| 54      | Mauro Gianetti                 | Svizzera      | s.t.     |
| 55      | Erki Pütsep                    | Estonia       | s.t.     |
| 56      | Jens Voigt                     | Germania      | s.t.     |
| 57      | Sergej Jakovlev                | Kazakistan    | s.t.     |
| 58      | Piotr Przydział                | Polonia       | s.t.     |
| 59      | Rolf Sørensen                  | Danimarca     | s.t.     |
| 60      | Abraham Olano                  | Spagna        | s.t.     |
| 61      | Julian Dean                    | Nuova Zelanda | s.t.     |
| 62      | Christophe Moreau              | Francia       | s.t.     |
| 63      | Richard Virenque               | Francia       | s.t.     |
| 64      | Laurent Dufaux                 | Svizzera      | s.t.     |
| 65      | Volodymyr Hustov               | Ucraina       | s.t.     |
| 66      | Francesco Casagrande           | Italia        | s.t.     |
| 67      | Marc Wauters                   | Belgio        | s.t.     |
| 68      | Alex Zülle                     | Svizzera      | s.t.     |
| 69      | Marco Pantani                  | Italia        | s.t.     |
| 70      | Pavel Padrnos                  | Rep. Ceca     | s.t.     |
| 71      | Rik Verbrugghe                 | Belgio        | s.t.     |
| 72      | Eric Wohlberg                  | Canada        | s.t.     |
| 73      | Andrej Kivilëv                 | Kazakistan    | s.t.     |
| 74      | Ciarán Power                   | Irlanda       | a 5'50"  |
| 75      | Vjačeslav Ekimov               | Russia        | s.t.     |
| 76      | Tomáš Konečný                  | Rep. Ceca     | s.t.     |
| 77      | Stuart O'Grady                 | Australia     | a 7'06"  |
| 78      | Bjørnar Vestøl                 | Norvegia      | s.t.     |
| 79      | Peter Van Petegem              | Belgio        | s.t.     |
| 80      | Tristan Hoffman                | Paesi Bassi   | s.t.     |
| 81      | Andris Reiss                   | Lettonia      | a 12'53" |
| 82      | José Medina                    | Cile          | a 12'54" |
| 83      | Manuel Guevara                 | Venezuela     | a 13'35" |
| 84      | Carlos Maya                    | Venezuela     | s.t.     |
| 85      | Scott Guyton                   | Nuova Zelanda | a 14'13" |
| 86      | David George                   | Sudafrica     | a 16'43" |
| 87      | Milan Dvorščík                 | Slovacchia    | a 22'45" |
| 88      | Alexis Méndez                  | Venezuela     | a 23'39" |
| 89      | Murilo Fischer                 | Brasile       | s.t.     |
| 90      | Martin Riška                   | Slovacchia    | s.t.     |
| 91      | Óscar Pineda                   | Guatemala     | s.t.     |
| 92      | Pedro Pablo Pérez              | Cuba          | a 23'40" |
| DNF     | Scott McGrory                  | Australia     | -        |
| DNF     | Matthew White                  | Australia     | -        |
| DNF     | René Haselbacher               | Austria       | -        |
| DNF     | Thomas Mühlbacher              | Austria       | -        |
| DNF     | Czeslaw Lukaszewicz            | Canada        | -        |
| DNF     | Brian Walton                   | Canada        | -        |
| DNF     | Luis Sepúlveda                 | Cile          | -        |
| DNF     | Santiago Botero                | Colombia      | -        |
| DNF     | Jhon Freddy García             | Colombia      | -        |
| DNF     | Freddy González                | Colombia      | -        |
| DNF     | Víctor Hugo Peña               | Colombia      | -        |
| DNF     | Lars Michaelsen                | Danimarca     | -        |
| DNF     | Michael Sandstød               | Danimarca     | -        |
| DNF     | Mahmoud Abbas                  | Egitto        | -        |
| DNF     | Amer El-Nady                   | Egitto        | -        |
| DNF     | Mohamed Abdel Fattah           | Egitto        | -        |
| DNF     | Mohamed Kholafy                | Egitto        | -        |
| DNF     | Lauri Aus                      | Estonia       | -        |
| DNF     | Innar Mändoja                  | Estonia       | -        |
| DNF     | Janek Tombak                   | Estonia       | -        |
| DNF     | Christophe Capelle             | Francia       | -        |
| DNF     | Yoshiyuki Abe                  | Giappone      | -        |
| DNF     | Nick Craig                     | Gran Bretagna | -        |
| DNF     | Rob Hayles                     | Gran Bretagna | -        |
| DNF     | Jeremy Hunt                    | Gran Bretagna | -        |
| DNF     | Jazy Garcia                    | Guam          | -        |
| DNF     | Hossein Askari                 | Iran          | -        |
| DNF     | Ahad Kazemi Sarai              | Iran          | -        |
| DNF     | Eugen Wacker                   | Kirghizistan  | -        |
| DNF     | Raivis Belohvoščiks            | Lettonia      | -        |
| DNF     | Andris Naudužs                 | Lettonia      | -        |
| DNF     | Dainis Ozols                   | Lettonia      | -        |
| DNF     | Artūras Kasputis               | Lituania      | -        |
| DNF     | Remigius Lupeikis              | Lituania      | -        |
| DNF     | Saulius Šarkauskas             | Lituania      | -        |
| DNF     | Kurt Asle Arvesen              | Norvegia      | -        |
| DNF     | Svein Gaute Hølestøl           | Norvegia      | -        |
| DNF     | Thor Hushovd                   | Norvegia      | -        |
| DNF     | Glen Mitchell                  | Nuova Zelanda | -        |
| DNF     | Erik Dekker                    | Paesi Bassi   | -        |
| DNF     | Koos Moerenhout                | Paesi Bassi   | -        |
| DNF     | Piotr Chmielewski              | Polonia       | -        |
| DNF     | José Azevedo                   | Portogallo    | -        |
| DNF     | Bruno Castanheira              | Portogallo    | -        |
| DNF     | Vítor Gamito                   | Portogallo    | -        |
| DNF     | Orlando Rodrigues              | Portogallo    | -        |
| DNF     | Radim Kořínek                  | Rep. Ceca     | -        |
| DNF     | Ján Svorada                    | Rep. Ceca     | -        |
| DNF     | Evgenij Petrov                 | Russia        | -        |
| DNF     | Roman Broniš                   | Slovacchia    | -        |
| DNF     | Róbert Nagy                    | Slovacchia    | -        |
| DNF     | Martin Hvastija                | Slovenia      | -        |
| DNF     | Tadej Valjavec                 | Slovenia      | -        |
| DNF     | Juan Carlos Domínguez          | Spagna        | -        |
| DNF     | Santos González                | Spagna        | -        |
| DNF     | Miguel Ángel Martín Perdiguero | Spagna        | -        |
| DNF     | Robert Hunter                  | Sudafrica     | -        |
| DNF     | Magnus Bäckstedt               | Svezia        | -        |
| DNF     | Michel Lafis                   | Svezia        | -        |
| DNF     | Martin Rittsel                 | Svezia        | -        |
| DNF     | Serhij Hončar                  | Ucraina       | -        |
| DNF     | Gregorio Bare                  | Uruguay       | -        |